# 日本天然色映画
日本天然色映画株式会社（にほんてんねんしょくえいがかぶしきがいしゃ）は、過去に存在した日本の広告制作プロダクション。「日天（ニッテン）」と略して呼ばれることもあった。
現在は、株式会社ソーダコミュニケーションズ（旧・株式会社リフト）として、CM制作業務を引き継いでいる。

## 概要
ACCのCM殿堂入り作品を幾つも世に送り出し、また、杉山登志、中島哲也といったCMディレクターを輩出した。

## 沿革
- 1957年（昭和32年）- 伊庭長之助によって創立[3][4][5]。
- 1987年（昭和62年）- 東北新社によって買収[6]される（CM部門のみ分離独立させ、株式会社ニッテンアルティとして創立[4]）。
- 1990年（平成2年）- 日本天然色映画株式会社を、株式会社ニッテンアルティに移管[6]。
- 2009年（平成21年）5月1日 - ニッテンアルティと株式会社サーマルが合併し、株式会社リフトとなる[7]。
- 2013年（平成25年）7月1日 - 株式会社ソーダコミュニケーションズに社名変更。

## 受賞歴
ACCの「CM殿堂」入り作品
- 第1回CM殿堂（1983年）
  - 1963年度 - 明治製菓「マーブルチョコレート」
  - 1969年度 - 資生堂「オリーブ石鹸」（第1回）
- 第2回CM殿堂（1984年）
  - 1969年度 - 資生堂「サンオイル」
  - 1969年度 - パイロット「エリートS」
  - 1973年度 - サントリー「サントリーホワイト」
- 第3回CM殿堂（1985年）
  - 1976年度 - 資生堂「クリームリンス」
  - 1976年度 - トヨタ自動車交通安全キャンペーン「長い道」
- 第11回CM殿堂（1998年）
  - 1990年度 - フジテレビ春のキャンペーン90「天は人の上に」